# Louis Müldner von Mülnheim

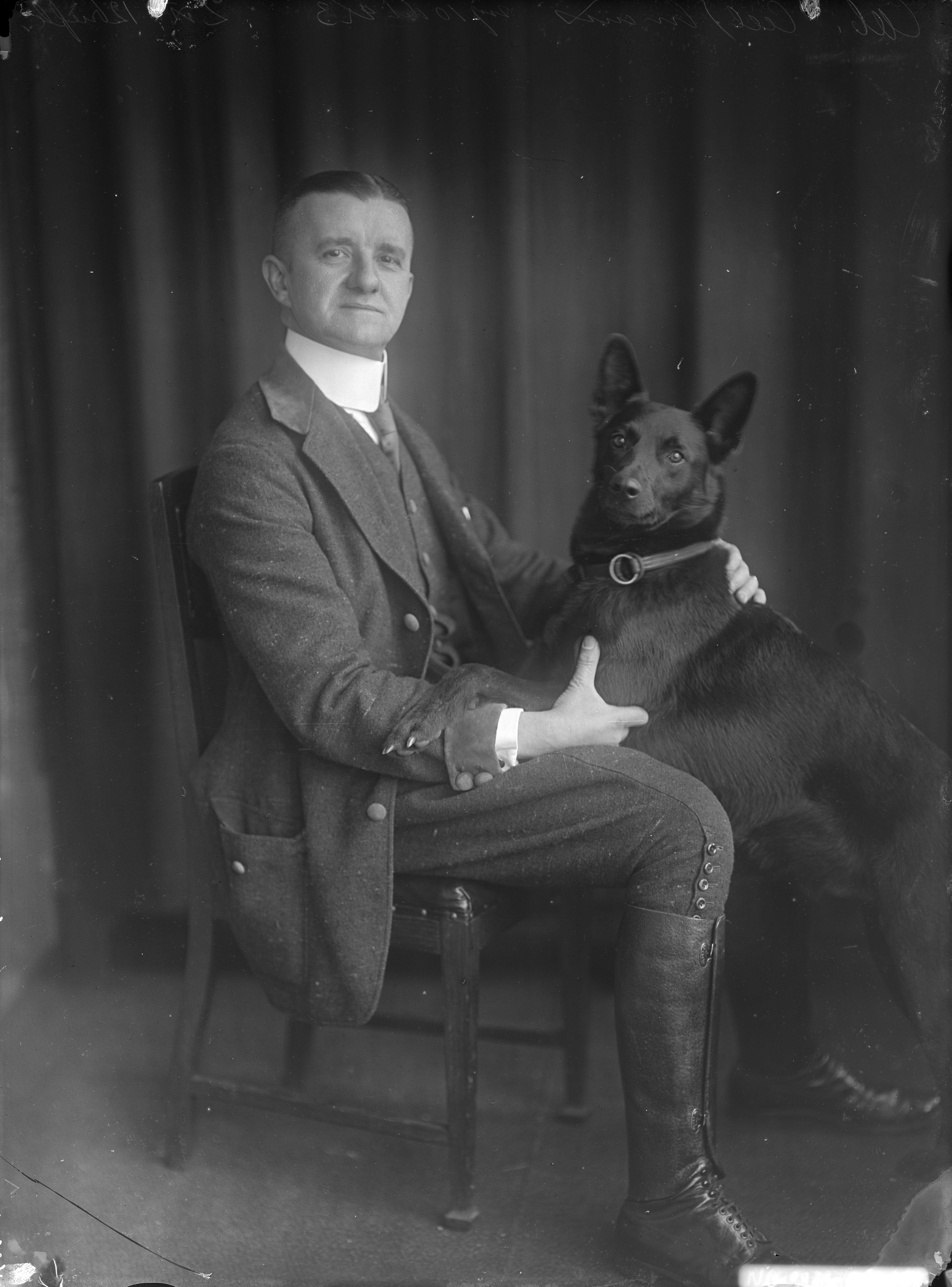
Louis Müldner von Mülnheim, Fotoporträt von Jacob Merkelbach, Amsterdam 1921

Louis Alfred Carl Oscar Müldner von Mülnheim (* 1. April 1876 in Angermünde; † 26. April 1945 in Potsdam) war ein deutscher Offizier und Hofbeamter, der vor allem als Kabinettschef und Chef der Hofverwaltung des letzten deutschen Kronprinzen Wilhelm bekannt wurde.

## Leben

### Kaiserreich und Erster Weltkrieg
Müldner war der zweite Sohn eines preußischen Offiziers, zuletzt Hauptmanns, der vor 1914 verstarb. Wie sein Vater und sein älterer Bruder schlug Müldner die Militärlaufbahn in der Preußischen Armee ein. Am 14. März 1896 trat er in das Westfälische Jäger-Bataillon Nr. 7 in Bückeburg ein und absolvierte 1904/07 die Kriegsakademie in Berlin. Ab 1914 nahm Müldner am Ersten Weltkrieg teil. Bereits am 8. September 1914 erlitt er eine schwere Kopfverletzung, so dass er mehrere Monate in einem Lazarett verbringen musste. Nach seiner Genesung kam er ab 1915 als Hauptmann und Kompanieführer im Reserve-Infanterie-Regiment Nr. 261 wieder zum Fronteinsatz. Aufgrund des erneuten Aufbruchs seiner Kopfverletzung wurde er im Herbst 1915 in den Generalstab versetzt. Am 6. Mai 1916 wurde Müldner zum persönlichen Adjutanten des Kronprinzen Wilhelm ernannt, der an der Westfront die 5. Armee und ab November 1916 die Heeresgruppe Deutscher Kronprinz befehligte. In der Stellung des Adjutanten blieb er und über das Ende des Krieges hinaus. Seinen höchsten militärischen Rang erreichte Müldner am 27. Januar 1917 als Major. Während des Krieges wurde er mit beiden Klassen des Eisernen Kreuzes und dem Eisernen Halbmond ausgezeichnet.

### Weimarer Republik und Zeit des Nationalsozialismus
Nach dem Sturz der Monarchie infolge der Novemberrevolution begleitete Müldner den Kronprinzen 1918, als dieser sich auf Anraten des Generalstabschefs Hindenburg ins niederländische Exil begab. Nachdem die niederländische Regierung dem Kronprinzen die Insel Wieringen in der Zuidersee als festen Aufenthaltsort zugewiesen hatte, begleitete ihn Müldner dorthin.
Anfang der 1920er Jahre pendelte er als persönlicher Verbindungsmann Wilhelms, der nicht nach Deutschland einreisen durfte, zwischen Wieringen und Berlin, wo er die politischen und persönlichen Interessen seines Herrn vertrat. In dieser Eigenschaft führte Müldner unter anderem die Verhandlungen mit der Reichsregierung unter Reichskanzler Gustav Stresemann sowie dem Reichspräsidenten Friedrich Ebert, um eine Rückkehr des ehemaligen Kronprinzen nach Deutschland zu ermöglichen, was diesem schließlich im Spätherbst 1923 auf Drängen Stresemanns gestattet wurde. Müldner kümmerte sich um die organisatorischen Einzelheiten der geheimen Rückreise und begleitete Wilhelm von Preußen am 10. November 1923 bei seiner Abreise von der Insel mit dem Motorpostboot in den frühen Morgenstunden und der anschließenden Inkognito-Autofahrt über Amsterdam, Almelo, Bentheim, Paderborn und Magdeburg nach Schloss Cecilienhof in Potsdam, wo sie am folgenden Tage weitgehend unerkannt anlangten.
Nachdem Müldner bereits im November 1918 als Referent in den Dienst des Königlich-Preußischen Hausministeriums bzw. seiner Nachfolgeinstitution, der Generalverwaltung des vormals regierenden preußischen Königshauses, berufen worden war, wurde seine Berufung am 1. Januar 1927 durch Wilhelm II. erneuert, wobei er bis auf weiteres in seinem Dienstverhältnis als persönlicher Adjutant des Kronprinzen belassen wurde. Von Kreisen der extremen politischen Rechten wurde in den 1920er Jahren die Behauptung verbreitet – und schwere persönliche Anfeindungen an diese angeknüpft –, dass Müldners Mutter Jüdin und er selbst somit – im Sinne der völkischen Rassevorstellungen – ein „Halbjude“ sei, was er jedoch unter Verweis darauf, dass seine Mutter realiter aus einer Hannoverschen Juristenfamilie entstammte, dementierte.
Zum 1. Mai 1931 wurde Müldner seiner Dienststellung als persönlicher Adjutant des Kronprinzen enthoben und in vollem Umfang mit dem Amt eines Referenten in der Generalverwaltung des vormals regierenden Königshauses betraut. Am 29. September 1938 wurde er dann zum Leiter der Generalverwaltung bzw. zum Chef der Hofverwaltung berufen. Diese Stellung behielt er bis zum 31. Dezember 1941 bei. Parallel übernahm er im Oktober 1938 die Geschäfte der kronprinzlichen Hofverwaltung im Nebenamt.
In all diesen Funktionen war Müldner bis 1945 eine halboffizielle Figur der politischen Bühne Berlins. Wohl aus diesem Grund wurde er am 1. Juli 1934 im Zuge der Röhm-Affäre für einige Wochen in Schutzhaft genommen und im Columbiahaus und Konzentrationslager Lichtenburg festgehalten. In der Literatur wird Müldners Verhaftung zumeist als der Versuch der NS-Führungsclique im Rahmen der damaligen Bestandskrise des Regimes gewertet, eine abschreckende Warnung in die Richtung der konservativen Reaktion – und insbesondere der eine Restauration der Monarchie betreibenden Royalisten – auszusenden, den damaligen Bestrebungen Hitlers, sich zum unumschränkten Alleinherrscher aufzuschwingen, nicht in die Quere zu kommen.
Am 14. März 1945 wurde Müldner von Oskar Prinz von Preußen damit beauftragt in Vertretung des Kronprinzen und anstelle des im Zusammenhang mit dem Attentates vom 20. Juli 1944 umgekommenen Kurt von Plettenberg die Gesamtgeschäfte bei der Generalverwaltung und Hofkammer zu übernehmen.
Anlässlich der Besetzung Potsdams durch die Rote Armee im April 1945 nahm Müldner sich zusammen mit seiner Lebensgefährtin selbst das Leben, indem sie sich erschossen.

## Familie und Nachkommen
Louis Müldner von Mülnheim entstammte einer ursprünglich in Kassel ansässigen Familie. Der Urgroßvater Karl Müldner von Mülnheim (1782–1863) war am 27. November 1830 als Oberst und Generaladjutant von Kurfürst Wilhelm II. von Hessen in den erblichen Adelsstand erhoben worden.
Seine Eltern waren Carl Louis Theodor (1838–1915) und Wilhelmina Mathilde Nathalie, geborene Wyneken (1842–1921). Der Vater Louis Müldner von Mülnheims hat als Premierleutnant in königlich hannoverschen und ab 1866 als Hauptmann in preußischen Militärdiensten gestanden. Die Mutter war eine Schwester des ostpreußischen Journalisten Alexander Wyneken und des aus Bonn stammenden Bankiers in Sankt Petersburg Georg Freiherr von Wyneken (1874 als österreichischer Generalkonsul am kaiserlich russischen Hofe in den österreichischen Freiherrenstand erhoben) und damit eine Tante des in russischen Diensten stehenden Generalleutnants Johann Peter Alexander von Wyneken (Alexander Georgiewitsch Baron von Wyneken; 1868–1917). Louis’ Bruder Georg Emil Theodor Müldner von Mülnheim (1873–1940), war ebenfalls preußischer Offizier (zuletzt Oberstleutnant), im Ersten Weltkrieg Bataillonskommandeur im Niederrheinischen Füsilier-Regiment Nr. 39 an der Westfront und später Bevollmächtigter des Preußischen Kriegsministeriums in der Ukraine. Georg hinterließ aus seiner 1902 geschlossenen (1911 geschiedenen) Ehe mit Alice Friedburg (1883–1968) eine Tochter. Louis war der letzte männliche Vertreter seiner Familie.

## Auszeichnungen
Vorkriegszeit
- Zentenarmedaille am 27. März 1897
- Reußisches Ehrenkreuz III. Klasse[4]
- Schaumburg-Lippisches Ehrenkreuz IV. Klasse am 15. Oktober 1907[5]
- Kronenorden IV. Klasse am 29. Mai 1911[6]

Kriegszeit
- Eisernes Kreuz (1914) II. Klasse am 13. September 1914 und I. Klasse am 19. Juli 1915[7][8]
- Schaumburg-lippischer Kreuz für treue Dienste 2. Klasse  am 24. März 1916
- Eiserner Halbmond am 19. November 1916
- Ehrenritter des Johanniterordens[9]
- Ritterkreuz II. Klasse des Ordens vom Zähringer Löwen mit Schwertern und Eichenlaub am 10. Januar 1918[10]
- Bremen Hanseatenkreuz am 29. Januar 1918[11]
- Ritterkreuz des Königlichen Hausorden von Hohenzollern mit Schwertern am 25. Mai 1918[12]
- Ritterkreuz I. Klasse des Albrechts-Orden mit Schwertern

Nachkriegszeit
- Komtur des Königlicher Hausordens von Hohenzollern mit Schwertern am Ring am 27. Januar 1928[13]